# Al-Umajrijja
Al-Umajrijja – wieś w Syrii, w muhafazie Aleppo. W 2004 roku liczyła 472 mieszkańców.